# Ufa
Ufa (ros. Уфа; baszk. Өфө, Öfö, [ʏ̞ˈfʏ̞]) – miasto w europejskiej części Rosji, stolica Baszkortostanu. Miasto posiada rozwinięty przemysł maszynowy, elektroniczny, petrochemiczny, drzewny, chemiczny i spożywczy. W 2020 roku miasto otrzymało tytuł Miasta Pracy Waleczności. Pierwotnie miasto nosiło nazwę Tura-Tau, która wzięła się od wzgórza, na którym zostało wybudowane. Ufa oznacza „mały” w językach turkijskich i była to nazwa stosowana przez lokalną ludność.

## Geografia

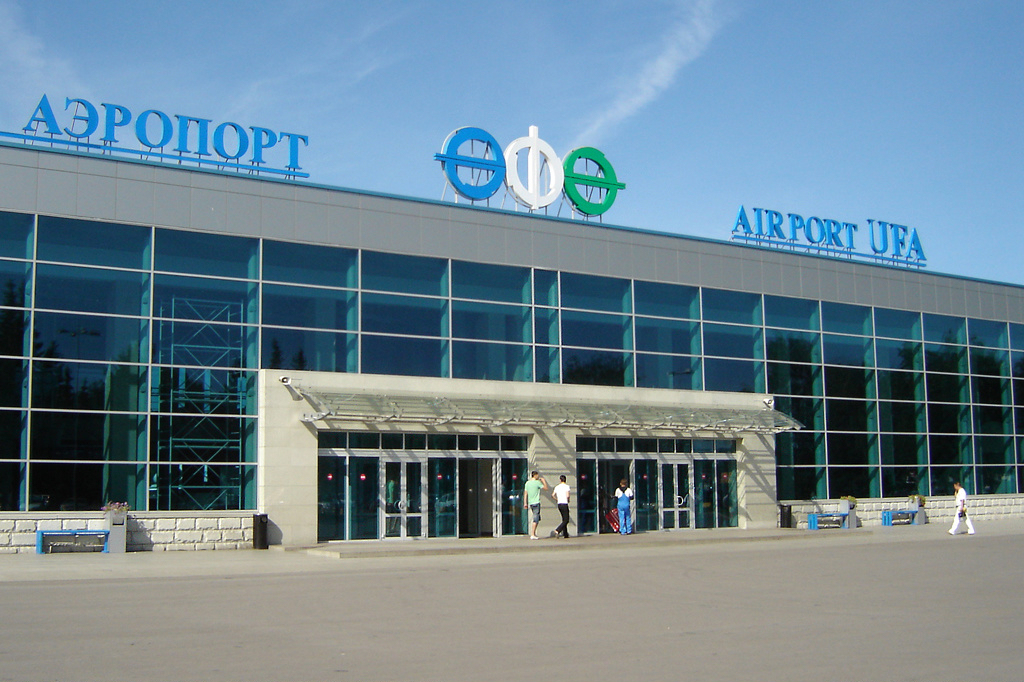
Nazwa miasta Ufy zapisana w języku baszkirskim: Өфө

Położone nad rzeką Biełaja (dopływ Kamy), przy ujściu do niej rzek Ufa i Dioma. Powierzchnia miasta to 753,7 km².
Klimat w Ufie to umiarkowany kontynentalny z ciepłymi latami oraz zimnymi i długimi zimami. Średnia temperatura w lutym wynosi –14,7 °C, zaś w lipcu 22,2 °C.

## Historia

### Średniowiecze
W średniowieczu na terenie Ufy funkcjonowała osada o powierzchni 2 hektarów, będąca jednym z ośrodków kultury turbaslijskiej; najstarsze znaleziska pochodzą z III wieku naszej ery.

### XVI wiek
Ufa została założona jako fortyfikacja w 1574 roku na polecenie Iwana Groźnego. Dwa lata później wybudowano pierwszy klasztor na terenie Ufy, a w roku 1579 lub 1584 zbudowano drewnianą Cerkiew pod wezwaniem Matki Bożej Kazańskiej.
Prawa miejskie otrzymała w 1586 roku.

### XVII wiek
Miasto było oblegane przez Kałmuków; najpierw na początku lat 20., gdzie Ufa była oblegana przez 80 tysięcy kałmuckich żołnierzy, jednak konflikt Rosji z Kałmukami został rozwiązany drogą dyplomacji. Dla bezpieczeństwa miasta utworzono pułk złożony z Kozaków, który w 1633, 1636 i 1640 odparł atak na miasto ze strony Kałmuków, mimo licznych strat ze strony Kozaków.
W latach 70. wybudowano fortecę, mającą łączną długość murów wynoszącą 2,4 km.
W latach 1682–1684 Kałmucy z pomocą Nogajów i Tatarów ponownie oblegali miasto i plądrowali podmiejskie wsie, jednak również nie udało im się zdobyć Ufy, ponosząc ciężkie straty.

### XVIII wiek
W latach 1707–1708 miała miejsce blokada miasta z powodu buntu Baszkirów.
W tym roku otworzono pierwszą instytucję edukacyjną w Ufie; była to szkoła dla dzieci żołnierzy. W 1778 roku szkołę przeniesiono do Orenburga.
W 1759 roku w Ufie miał miejsce pożar, który zniszczył znaczną część miasta.
Podczas buntu Pugaczowa, od 26 listopada 1773 do 26 marca 1774, wytrzymała czteromiesięczne oblężenie.
W 1789 roku utworzono cztero- lub pięcioklasową szkołę podstawową.
W 1799 roku powołano eparchię orenburską.
W XVIII wieku w Ufie rozwinęła się poczta; w 1735 roku powstało połączenie z Moskwą, a w 1753 z Orenburgiem i Kazaniem.

### XIX wiek
W 1801 roku otworzono pierwszą drukarnię w Ufie.
W 1821 roku w mieście ponownie miał miejsce pożar, który strawił połowę miasta. W 1827 roku utworzono w Ufie pierwszy oddział straży pożarnej.
W latach 1829–1831, 1848–1849 i 1853 w Ufie była epidemia cholery.
Do miasta zostaje zesłana część powstańców listopadowych.
W roku 1856 w Ufie mieszkało już 15 tysięcy osób.
W 1894 roku zainstalowano w Ufie linie telefoniczne.
W 1900 roku miasto odwiedził Włodzimierz Lenin.

### XX wiek
W 1910 w Ufie ponownie była epidemia cholery; w tym roku otworzono szpital zakaźny.
8 listopada 1917 roku ustanowiono w mieście władzę radziecką. Nad miastem kilkukrotnie władzę odzyskiwała Biała Armia, jednak 9 czerwca 1919 roku miasto ostatecznie znalazło się w rękach komunistów.

Od 1922 roku była stolicą Baszkirskiej ASRR.

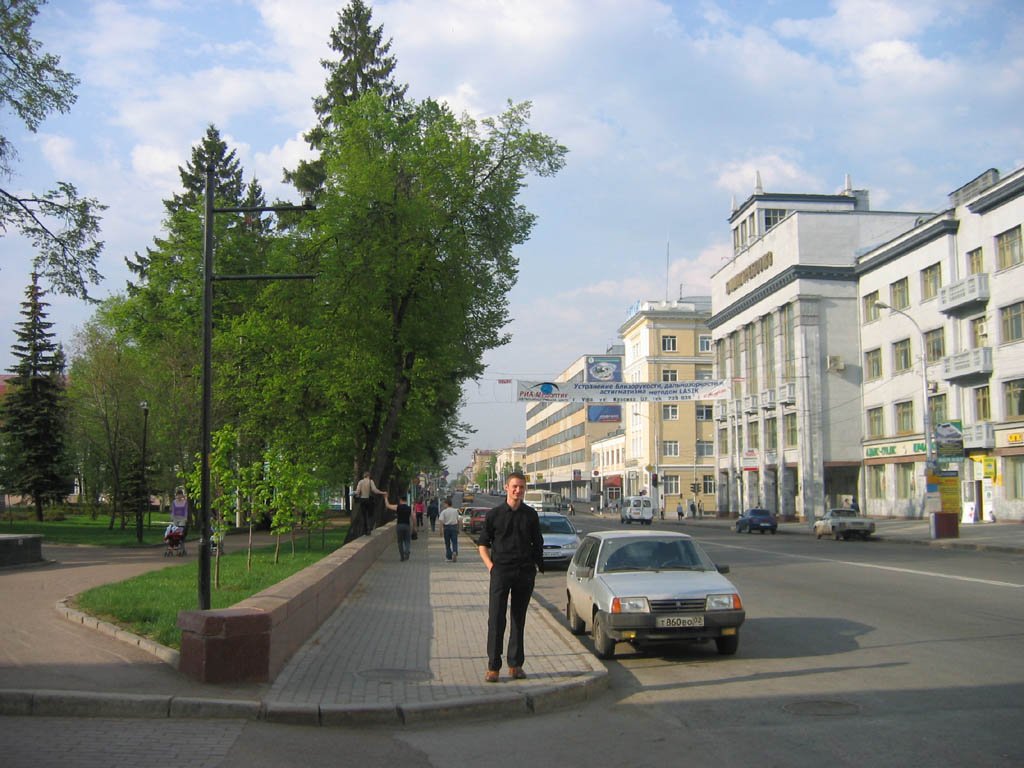
Ulica Lenina w Ufie

W roku 1926 uruchomiono połączenie autobusowe między Ufą a Sterlitamakiem.
W 1928 roku w Ufie zaczęto nadawać audycje radiowe w języku rosyjskim i baszkirskim.
W latach 30. w mieście rozwinęła się botanika oraz kultura; zbudowano teatry i operę.
W 1944 roku deportowano do Ufy Greków, Bułgarów i Ormian zamieszkujących dotychczas Półwysep Krymski, osiedlano ich w zamkniętych osiedlach w północnej części Ufy.
W 1946 wybuchła w Ufie epidemia tyfusu.
W 1959 roku przyjęto 25-letni plan rozwoju miasta, dzięki któremu miasto docelowo liczyłoby 700 000 mieszkańców.
W 1962 roku uruchomiono ruch trolejbusowy.
12 sierpnia 1980 roku Ufa liczyła już milion mieszkańców.
W nocy z 3 na 4 czerwca 1989 roku miała miejsce katastrofa kolejowa pod Ufą, w której zginęło od 600 do ponad 800 osób.
W 1992 roku utworzono Radę Muzułmanów Republiki Baszkortostanu.
W 1998 roku oddano do użytku Meczet Lala-Tulipan. 

### XXI wiek
Do roku 2040 planuje się zwiększyć powierzchnię miasta do 985 km².

## Demografia
Według danych ze spisu powszechnego z 2010 roku, Ufę zamieszkuje 1 030 812 osób, co czyni z niej jedenaste pod względem liczby ludności miasto w Federacji Rosyjskiej. 48,9% z nich stanowią Rosjanie, 28,3% Tatarzy, 17,1% Baszkirzy, 1,2% Ukraińcy, a pozostałe narodowości 4,5%.
| Rok                 | Liczba ludności |
| ------------------- | --------------- |
| początek XVII wieku | 279             |
| 1718                | 5600            |
| 1720                | 5723            |
| początek XIX wieku  | 4107            |
| 1856                | 15 000          |
| 1897                | 49 275          |
| 1901                | 60 600          |
| 1906                | 68 000          |
| 1914                | 112 691         |
| 1916                | 104 700         |
| 1923                | 84 100          |
| 1926                | 98 537          |
| 1931                | 123 440         |
| 1939                | 250 000         |
| 1959                | 547 000         |
| 1970                | 771 000         |
| 1979                | 969 200         |
| 1980                | 1 000 000       |
| 1981                | 1 009 000       |
| 1989                | 1 082 000       |
| 1996                | 1 099 400       |
| 2002                | 1 042 000       |

## Gospodarka
W mieście rozwinął się przemysł chemiczny, maszynowy, metalowy, elektrotechniczny, materiałów budowlanych, drzewny, włókienniczy, rafineryjny oraz spożywczy.
W Ufie działają przedsiębiorstwa rafineryjne, jak Basznieft.

## Transport

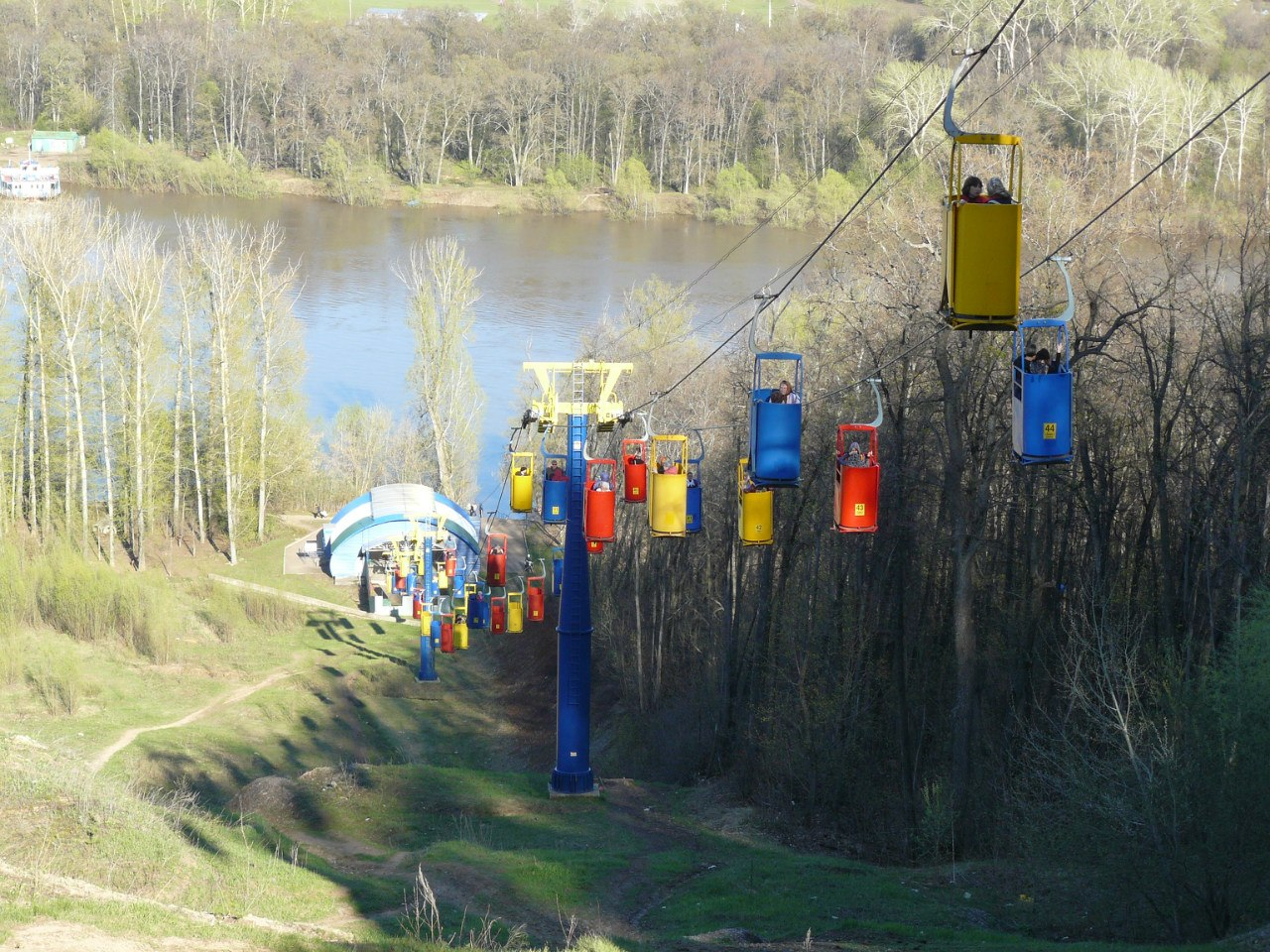
Kolej gondolowa w Ufie

Ufa jest ważnym węzłem komunikacyjnym, zarówno drogowym, jak i kolejowym.
W 1870 roku uruchomiono transport parowcem pasażerskim przez rzekę Biełaję. Uruchomiono również trasy kolejowe z Ufy do Kiniela (1888) i Złatoustu (1890).
W 1910 roku łączna długość ulic w Ufie wynosiła 122 km, z czego utwardzonych było tylko 15 km.
Obecny dworzec kolejowy w Ufie został wybudowany w 1968 roku. W 2006 roku odbyła się gruntowna renowacja. Obecnie budynek stacji może pomieścić nawet 6000 osób. Linie kolejowe biegną z miasta w kierunkach: Magnitogorsk, Czelabińsk, Samara, Orenburg i Uljanowsk. 4 czerwca 1989 roku w pobliżu Ufy miała miejsce katastrofa kolejowa, w wyniku której zginęło wedle różnych szacunków od 575 do 675 osób.
Ufa jest połączona z Moskwą dwiema drogami federalnymi: M7 rozpoczyna się w mieście i kończy w Moskwie, zaś M5 przebiega przez południową część miasta, łącząc Moskwę z Czelabińskiem.
Na południe od miasta znajduje się port lotniczy (kod IATA: UFA), z licznymi połączeniami krajowymi oraz zagranicznymi. W mieście swoją siedzibę ma linia lotnicza Air Bashkortostan, a w latach 1993–2007 również linia BAL Bashkirian Airlines.
Komunikacja miejska w Ufie jest realizowana przez autobusy, trolejbusy, tramwaje, a także kolej gondolową. Od lat 60. XX wieku prowadzone są dyskusje na temat powstania metra w Ufie. Nasiliły się one w latach 80., kiedy miasto przekroczyło milion mieszkańców. W 1996 roku ówczesny prezydent Borys Jelcyn położył kamień węgielny pod pierwszą stację metra w mieście. W roku 1997 rozpoczęto prace przy pierwszej linii. Jej otwarcie planowane było na 2008 rok. W 2005 roku jednak projekt zarzucono. W jego miejsce ma powstać naziemny system szybkiego tramwaju. Gdyby metro wybudowano, byłoby najbardziej wysuniętym na wschód systemem kolei podziemnej w Europie.

## Nauka i oświata
W Ufie działa 7 szkół wyższych, między innymi:
- Akademia Nauk Republiki Baszkortostanu[4]
- Baszkirski Uniwersytet Państwowy[4]
- Ufijski Instytut Pedagogiczny[13] .

### Muzea
- Baszkirskie Państwowe Muzeum Sztuki im. Niestierowa
- Muziej archieołogii i etnografii

## Zabytki[4]
- Cerkiew Opieki Matki Bożej w Ufie (1808-1823)
- Cerkiew Ufijskiej Ikony Matki Bożej (2. połowa XIX wieku)
- Kościół Zbawiciela w Ufie (1824-1844)
- budynek Seminarium Teologicznego (1826-1828, przebudowa 1840)
- Dom Towarowy w Ufie (1825-1866)
- Meczet w Ufie (1830)
- dom gubernatora (1832-1838)
- drewniany Kościół Podwyższenia Krzyża w Ufie (1890-1892)
- Katedra Narodzenia Najświętszej Maryi Panny w Ufie (1901-1909)
- Dom Ludowy (1909-1914)
- budynek Chłopskiego Banku Ziemskiego (1911-1912, obecnie Muzeum Narodowe)
- Dom Współpracy (1932-1937)
- Kino Pobieda (1945-1949)
- Kino Rodina (1953)
- Pałac Kultury im. Serga Ordżonikidzego (1955)
- Pomnik Przyjaźni (1965)

## Sport[4]
Do szerzej znanych ufijskich klubów sportowych należą kluby piłkarskie Nieftianik Ufa i Baszynformswiaź-Dinamo Ufa, klub siatkarski Ural Ufa oraz drużyna hokejowa Saławat Jułajew Ufa. W roku 2009 odbyły się tutaj biathlonowe Mistrzostwa Europy. Z Ufy pochodzi sześciokrotny Indywidualny Mistrz Świata w Wyścigach Motocyklowych na lodzie Nikołaj Krasnikow. W latach 70. i 80. często w Ufie rozgrywano eliminacje kontynentalne do Mistrzostw Świata na Żużlu. Z Ufy pochodzi również kierowca Formuły 1 Daniił Kwiat.

## Urodzeni w Ufie
- Jarosław Skulski – polski aktor
- Ildar Fatkullin – rosyjski skoczek narciarski
- Dmitrij Wasiljew – rosyjski skoczek narciarski
- Zemfira – rosyjska piosenkarka rockowa
- Rif Saitgariejew („Tatarska strzała”) – rosyjski żużlowiec
- Nikołaj Krasnikow – rosyjski motocyklista lodowy
- Daniił Kwiat – rosyjski kierowca wyścigowy

## Miasta partnerskie
- Ankara –  Turcja
- Halle (Saale) –  Niemcy
- Orenburg –  Rosja
- Paldiski –  Estonia